# جبل ایرهود
جبل ایرهود یا کوه ایرهود (به عربی مراکشی|جبل إیغود‎)، بربر: ⴰⴷⵔⴰⵔ ⵏ ⵉⵖⵓⴷ) یک سایت یا منطقه باستان‌شناسی در نزدیکی سیدی مختار، حدود ۱۰۰ کیلومتر (۶۰ مایل) در غرب شهر مراکش در مراکش یا مغرب است. اهمیت باستان‌شناسی این مکان به خاطر پیدا شدن سنگواره‌های انسانیان در سال ۱۹۶۰ است. در ابتدا تصور شده‌بود که فسیل‌هایی که در آنجا کشف شده انسان‌های نئاندرتال (حدود ۱۳۰٫۰۰۰ تا ۲۳۰٫۰۰۰ سال پیش) باشند. نمونه‌های یافت‌شده اکنون آن‌ها را به انسان‌های خردمند (نام علمی: Homo sapiens) اختصاص داده و به بیش از ۳۰۰٬۰۰۰ سال پیش مربوط می‌داند. اگر این تاریخ‌گذاری درست باشد؛ آن نمونه‌ها قدیمی‌ترین باقی‌مانده فسیلی شناخته‌شده انسان‌های خردمند است.

## یافته‌ها

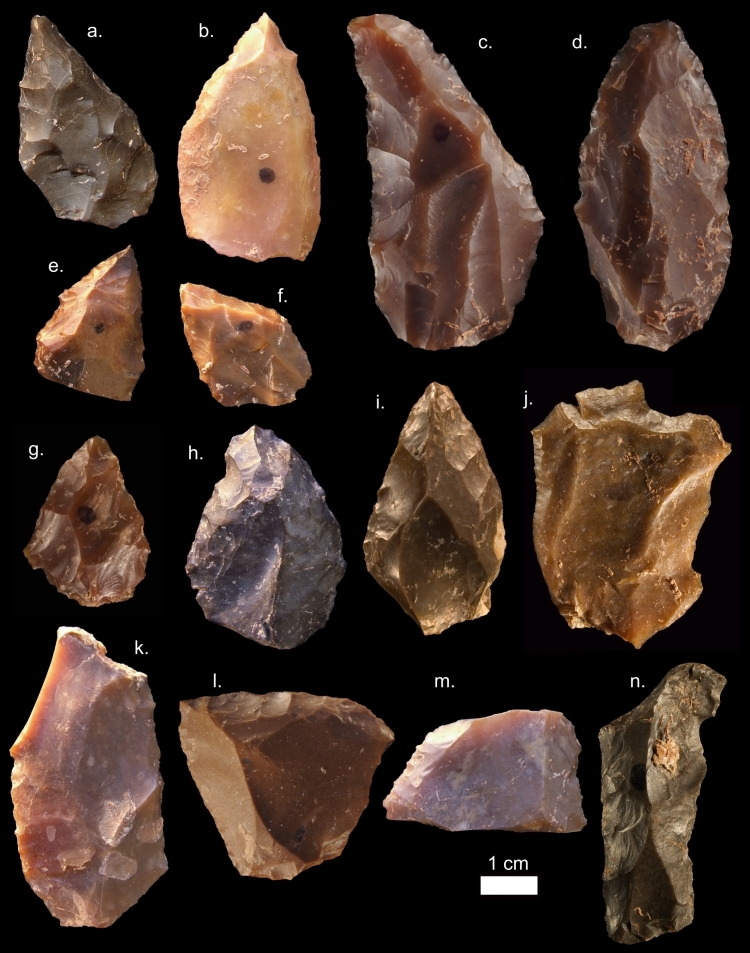
ابزار سنگی یافت شده در جبل ایرهود

این سایت از باقی‌مانده‌های یک غار حلّال‌پوشی‌شده است؛ که با ۸ متر (۲۶ فوت) مواد ته‌نشین از دوران پلیستوسن پر شده، و در ارتفاع ۵۶۲ متری (۱۸۴۴ فوت) در سمت شرقیِ رخنمونِ کارستی از سنگ آهک قرار گرفته‌است. در سال ۱۹۶۰ هنگامی که این منطقه برای استخراج معدن‌های باریتین آن حفاری می‌شد کشف گردید. یک معدنچی جمجمه‌ای را در دیواره غار کشف کرد و پس از استخراج آن را به یکی از مهندسان معدن تحویل داد، که او آن را به عنوان یک یادگاری برای مدتی نگه داشت. در نهایت این جمجمه به دانشگاه رباط تحویل داده‌شد. در سال ۱۹۶۱ این دانشگاه یک تور پژوهشی مشترک فرانسوی-مراکشی، به رهبری پژوهشگر فرانسوی (امیل ان‌نوچی Émile Ennouchi) برگزار کرد. تیم امیل ان‌نوچی بقایای حدود ۳۰ گونه از پستانداران، که برخی از آنها با پلیستوسن میانه مرتبط هستند را در آن سایت شناسایی کرد، اما منشأ چینه‌شناسی آن ناشناخته مانده‌است. حفاری دیگری توسط (ژاک تیکسیر Jacques Tixier) و (راجر د بیل Hermens) در سال‌های ۱۹۶۷ و ۱۹۶۹ انجام شد که در آن ۲۲ لایه در غار شناسایی شدند. ۱۳ لایه پایین‌تر حاوی نشانه‌هایی از سکونت انسان از جمله صنعت‌های مرتبط به دوران موستری و وسائل خاص دوره از رخساره‌های لوالوآیی پیدا شد. این ایزار شامل تیغه، سرنیزه، چاقو، زداینده، مته و دیگر ابزارهایی‌که از سنگ چخماق ساخته شده‌اند. این ابزار معمولاً با نئاندرتال‌ها مربوط و در ارتباط هستند.

## تاریخ‌گذاری
این یافته‌ها در ابتدا به خاطر ابزارهای سنگی پیدا شده با آنها؛ که باور بر این بود که به طور انحصاری با نئاندرتال‌ها در ارتباط باشد، نئاندرتال فرض شدند. آنها همچنین ویژگی‌های کهنه‌ای که گفته می‌شود نمایندهٔ نئاندرتال‌ها، به جای انسان‌های هوشمند باشند داشتند. ابتدا تصور می‌شد که آنها حدود ۴۰٬۰۰۰ سال پیش می‌زیسته‌اند، اما این نظر با توجه به شواهد مربوط به جانوران؛ که وجود یک دورهٔ پلیستوسن میانه، که در برگیزندهٔ حدود ۱۶۰۰۰۰ سال پیش است، مشکوک به نظر رسید؛ بنابراین، این فسیل‌ها به عنوان نمایندهٔ فرم کهن انسان‌های هوشمند یا شاید یک جمعیت انسان‌های هوشمند که با نئاندرتال‌ها در زادوولد بوده‌اند باز-ارزیابی شدند. این برداشت با باوری که در مورد باقی‌مانده‌های (در آناتومی-انسان مدرن Anatomically modern human) از یک انسان خردمند ایدالتو؛ که در حدود ۱۹۵۰۰۰ سال پیش تاریخ‌گذاری شده و در آن زمان قدیمی‌ترین شناخته شده‌بود، پیدا شده در اومو کیبیش‌های اتیوپی، و نشان‌دهندهٔ یک منشأ آفریقای شرقی برای انسان در حدود ۲۰۰۰۰۰ سال پیش است، سازگار است.